# Светски куп у рагбију 13 2000.
Светски куп у рагбију тринаест 2000. био је дванаести Светски куп у рагбију 13.
Заједнички домаћини турнира су били Француска, Ирска и Велика Британија.
Рагби 13 репрезентација Аустралије је освојила титулу првака Света, пошто је у финалу, у Манчестеру, на Олд Трафорду, пред преко 40 000 навијача савладала Нови Зеланд.

## Учесници
- Рагби 13 репрезентација Либана
- Рагби 13 репрезентација Русије
- Рагби 13 репрезентација Ирске
- Рагби 13 репрезентација Шкотске
- Рагби 13 репрезентација Француске
- Рагби 13 репрезентација Енглеске
- Рагби 13 репрезентација Велса
- Рагби 13 репрезентација Јужноафричке Републике
- Рагби 13 репрезентација Аустралије
- Рагби 13 репрезентација Новог Зеланда
- Рагби 13 репрезентација Маори Нови Зеланд
- Рагби 13 репрезентација Фиџија
- Рагби 13 репрезентација Тонге
- Рагби 13 репрезентација Западне Самое
- Рагби 13 репрезентација Папуе Нове Гвинеје
- Рагби 13 репрезентација Кукових острва

## Стадиони
- Стадион Олд Трафорд - Манчестер, 55 000 места
- Стадион Твикенхајм - Лондон, 75 000 места
- Стадион Рибок - Болтон, 28 000 места
- Стадион Мадејски - Рединг, 24 000 места
- Стадион Мекалпин - Хадерсфилд, 24 000 места
- Стадион Хејдингли - Лидс, 21 000 места
- Стадион Викараџ роуд - Вотфорд, 21 200 места
- Стадион Ноусли роуд - Сент хеленс, 17 500 места
- Стадион Кингсхолм - Глостер, 16 500 места
- Стадион Аутоквест - Виднес, 13 000 места
- Стадион Крејвен парк - Хал, 12 000 места
- Стадион Гејтсхед - Гејтсхед, 12 000 места
- Стадион Велдон роуд - Кестлфорд, 11 000 места
- Стадион Булевар - Хал, 10 000 места
- Стадион Дервент парк - Воркинтон, 10 000 места
- Стадион Миленијум - Кардиф, 74 000 места
- Стадион Рејскорс - Врексам, 10 000 места
- Стадион Тинкастл - Единбург, 17 200 места
- Стадион Фирхил - Глазгов, 10 500 места
- Стадион Толка парк - Даблин, 9 500 места
- Стадион Тулуз - Тулуз, 37 000 места
- Стадион Муниципал Алби - Алби, 13 000 места
- Стадион Алберт Домек - Каркасон, 10 000 места
- Стадион Себастијан Шарлети - Париз, 20 000 места
- Стадион Виндсор парк - Белфаст, 17 000 места

## Групна фаза такмичења
Група А
- Енглеска - Аустралија 2-22
- Фиџи - Русија 38-12
- Аустралија - Фиџи 66-8
- Енглеска - Русија 76-4
- Енглеска - Фиџи 66-10
- Аустралија - Русија 110-4

| Табела        | ИГ | Д | Н | И | ПД  | ПП  | ПР   | Бод. |
| ------------- | -- | - | - | - | --- | --- | ---- | ---- |
| 1. Аустралија | 3  | 3 | 0 | 0 | 198 | 14  | +184 | 6    |
| 2. Енглеска   | 3  | 2 | 0 | 1 | 144 | 36  | +108 | 4    |
| 3. Фиџи       | 3  | 1 | 0 | 2 | 56  | 144 | -88  | 2    |
| 4. Русија     | 3  | 0 | 0 | 3 | 20  | 224 | -204 | 0    |

Група Б
- Нови Зеланд - Либан 64-0
- Велс - Кукова Острва 38-6
- Нови Зеланд - Кукова Острва 84-10
- Велс - Либан 24-22
- Кукова Острва - Либан 22-22
- Велс - Нови Зеланд 18-58

| Табела           | ИГ | Д | Н | И | ПД  | ПП  | ПР   | Бод. |
| ---------------- | -- | - | - | - | --- | --- | ---- | ---- |
| 1. Нови Зеланд   | 3  | 3 | 0 | 0 | 206 | 28  | +178 | 6    |
| 2. Велс          | 3  | 2 | 0 | 1 | 80  | 86  | -6   | 4    |
| 3. Либан         | 3  | 0 | 1 | 2 | 44  | 110 | -66  | 1    |
| 4. Кукова Острва | 3  | 0 | 1 | 2 | 38  | 144 | -106 | 1    |

Група Ц
- Папуа Нова Гвинеја - Француска 23-20
- Тонга - Јужноафричка Република 66-18
- Француска - Тонга 28-8
- Папуа Нова Гвинеја - Јужноафричка Република 16-0
- Француска - Јужноафричка Република 56-6
- Папуа Нова Гвинеја - Тонга 30-22

| Табела                    | ИГ | Д | Н | И | ПД  | ПП  | ПР   | Бод. |
| ------------------------- | -- | - | - | - | --- | --- | ---- | ---- |
| 1. Папуа Нова Гвинеја     | 3  | 3 | 0 | 0 | 69  | 42  | +27  | 6    |
| 2. Француска              | 3  | 2 | 0 | 1 | 104 | 37  | +67  | 4    |
| 3. Тонга                  | 3  | 1 | 0 | 2 | 96  | 76  | +20  | 2    |
| 4. Јужноафричка Република | 3  | 0 | 0 | 3 | 24  | 138 | -114 | 0    |

Група Д
- Ирска - Самоа 30-16
- Шкотска - Маори 16-17
- Ирска - Шкотска 18-6
- Самоа - Маори 21-16
- Ирска - Маори 30-16
- Шкотска - Самоа 12-20

| Табела     | ИГ | Д | Н | И | ПД | ПП | ПР  | Бод. |
| ---------- | -- | - | - | - | -- | -- | --- | ---- |
| 1. Ирска   | 3  | 3 | 0 | 0 | 78 | 38 | +40 | 6    |
| 2. Самоа   | 3  | 2 | 0 | 1 | 57 | 58 | -1  | 4    |
| 3. Маори   | 3  | 1 | 0 | 2 | 49 | 67 | -18 | 2    |
| 4. Шкотска | 3  | 0 | 0 | 3 | 34 | 55 | -21 | 0    |

## Завршница такмичења
Четвртфинале
- Аустралија - Самоа 66-10
- Енглеска - Ирска 26-16
- Нови Зеланд - Француска 54-6
- Велс - Папуа Нова Гвинеја 22-8

Полуфинале
- Нови Зеланд - Енглеска 49-6
- Аустралија - Велс 46-22

## Финале
Аустралија - Нови Зеланд 40-12
Стадион Олд Трафорд у Манчестеру
Гледалаца: 44 329
Играч утакмице: Вендел Сејлор, Аустралијанац 
Судија: Стјуарт Камингс, Енглез 

## Статистика рагбиста
Највише есеја - Вендел Сејлор, Аустралијанац 10 есеја. 
Највише поена - Мет Роџерс, Аустралијанац 70 поена. 

## Видео снимци
Снимак финала Аустралија - Нови Зеланд
https://www.youtube.com/watch?v=J9na42K75DA
| Прваци Света у рагбију тринаест 2000.                  |
| ------------------------------------------------------ |
| Рагби 13 репрезентација Аустралије (9. светска титула) |